# Micul prinț
Micul Prinț (în franceză Le Petit Prince; pronunție în franceză [lə.pə.tiˈpʁɛ̃s]) este un roman de dimensiuni reduse al scriitorului și aviatorului francez Antoine de Saint-Exupéry, care a apărut mai întâi în engleză și în franceză la 6 aprilie 1943, la editura Reynal & Hitchcock, din New York (Statele Unite ale Americii), iar apoi în Franța, la Gallimard în noiembrie 1946.
Micul Prinț a fost votată cea mai bună carte a secolului al XX-lea în Franța. Una din cele mai răspândite cărți din lume, a fost tradusă în trei sute șaizeci și una de limbi și dialecte, inclusiv în Braille vânzându-se aproape două milioane de exemplare anual, cu un total de vânzări de peste 140 de milioane de exemplare în toată lumea , a devenit una din cele mai bine vândute cărți publicate vreodată. Micul Prinț este a doua carte cea mai tradusă în lume, după Biblie.
După izbucnirea celui de-Al Doilea Război Mondial, Saint-Exupéry s-a exilat în America de Nord. În mijlocul unei răsturnări personale și a lipsei de sănătate, el a produs aproape jumătate din scrierile pentru care este amintit, inclusiv o poveste despre singurătate, prietenie, iubire și pierdere, sub forma unui mic prinț ajuns pe Pământ. 
De la prima publicare în Statele Unite, nuvela a fost adaptată în numeroase forme de arta și in media, inclusiv în înregistrări audio, piese de radio, scenete live, în filme, în televiziune, în balet și în piese de operă.

## Rezumat
Micul Prinț este o poveste poetică, cu ilustrații în acuarelă făcute de autor, în care un pilot naufragiat în deșert întâlnește un tânăr prinț căzut pe Pământ de pe un mic asteroid. Tânărul prinț este curios să afle cât mai multe despre oameni, dornic să-și exprime părerile, gândurile, sentimentele sale despre animale, despre oameni și obiceiurile lor, natură și cosmos. Acesta povestește cum a călătorit pe mai multe planete, Pământul fiind a șaptea planetă pe care a ajuns și cea mai frumoasă dintre toate deoarece găzduiește animale și plante. 
Povestea este filosofică și include critici sociale, remarcând ciudățenia lumii adulte. A fost scrisă într-o perioadă în care Saint-Exupéry a fugit în America de Nord în urma căderii Franței în timpul celui de-Al Doilea Război Mondial, asistat prima dată de autor și scris în memoriile lui, Zboruri la Arras. Fabula pentru adulți, conform unei analize, este de fapt "o alegorie a vieții lui Saint-Exupéry - căutarea lui după certitudini din copilărie și pace interioara, misticismul lui, credința lui în curajul omenesc și fraternitate, și dragostea lui adânca pentru soția lui Consuelo dar, de asemenea, o aluzie la caracterul torturat al relației lor." În primele pagini, autorul prezintă o întâmplare de când avea șase ani.
Deși în aparență este stilizată ca și o carte pentru copii, Micul Prinț face câteva observații despre viață și despre natura umană. De exemplu, Saint-Exupéry spune despre o vulpe care îl întâlnește pe Micul Prinț în timpul călătoriei lui pe Pământ. Esența poveștii este conținută în replicile spuse de vulpe către Micul Prinț: „Se vede clar numai cu inima. Ce este esențial este invizibil ochilor”. Alte mesaje tematice cheie sunt articulate de vulpe, de exemplu: „Devii responsabil, pentru totdeauna, pentru ce ai îmblânzit.” și „Numai timpul petrecut cu floarea ta face ca ea să fie atât de prețioasă.” Mesajele vulpii sunt fără îndoială cele mai faimoase citate ale cărții pentru că ele se ocupă cu relațiile umane.
Romanul este împărțit în 27 de capitole, fără titlu. Temele principale ale cărții sunt inocența, iubirea, responsabilitatea, prietenia. Limbajul romanului este simplu și poate fi citit de persoane de toate vârstele.
În 1974, a fost lansat filmul de animație cu același nume în regia lui Pierre Morel, care a păstrat povestea originală a cărții.

## Personaje
- Naratorul-personaj este un aviator care aterizează forțat în mijlocul deșertului Sahara, unde îl întâlnește pe Micul Prinț.
- Micul Prinț, locuitor al asteroidului B-612.[16] Potrivit naratorului-personaj, asteroidul B612 a fost văzut prin telescop doar o singură dată, de un astronom turc, în 1909.[17]
- Floarea, de pe asteroid
- regele
- vanitosul
- bețivul
- omul de afaceri
- Lampagiul
- Geograful
- Șarpele
- Floarea cu trei petale
- Vulpea
- Acarul
- Negustorul
- Trandafirii

## Notafilie

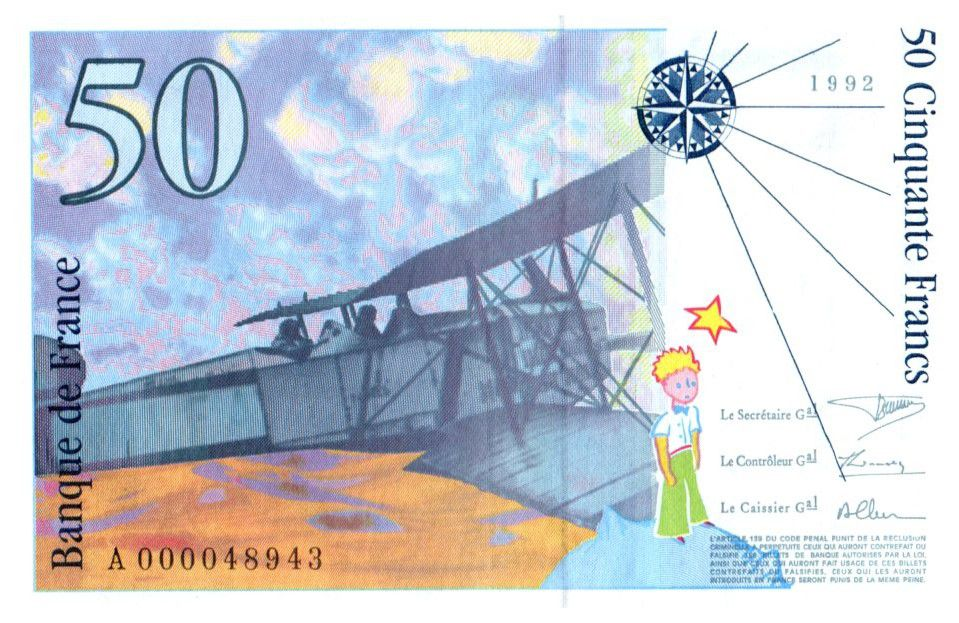
Micul Prinț pe o bancnotă cu valoarea nominală de 50 de franci francezi, emisă în 1993 (revers).

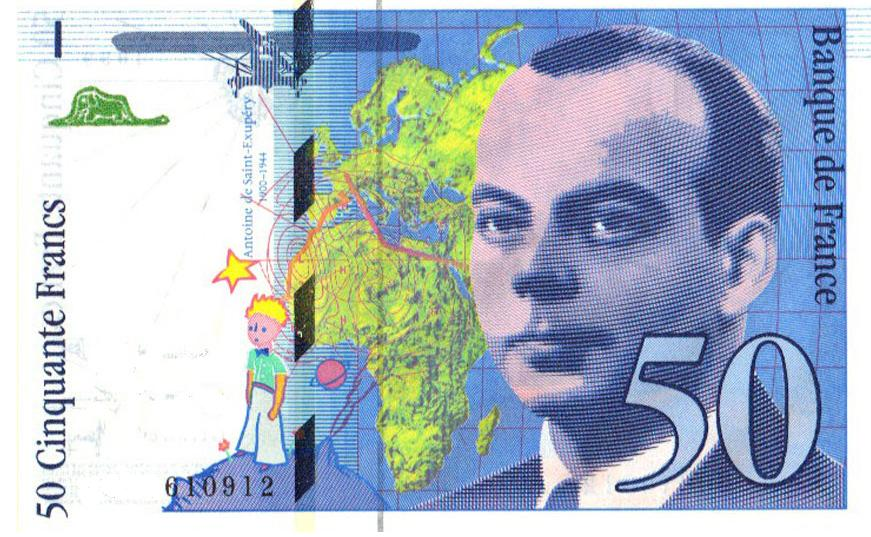
Bancnotă cu valoarea nominală de 50 de franci (1993); în colțul stânga sus, „Șarpele Boa deschis”, alături, spre mijlocul bancnotei, avionul lui Saint-Exupéry în zbor, două trasee ale raidurilor africane aeriene ale lui Saint-Exupéry, Micul Prinț, în picioare, pe mica sa planetă, iar în partea dreaptă a bancnotei portretul lui Antoine de Saint-Exupéry, spre stânga (avers).

- Unele elemente ale romanului au figurat pe reversul unei bancnote cu valoarea nominală de 50 de franci francezi, emisă în 1993: Micul Prinț în picioare, pe mica sa planetă, pe care se zăresc doi vulcani și două flori, stele; în stânga imaginii este reprezentat Deșertul Sahara și avionul prăbușit al pilotului-narator-personaj.

## Numismatică
- Republica Belarus a emis, în 2005, o monedă de argint, cu titlul de 925‰, cu valoarea nominală de 20 de ruble belaruse. Moneda a fost emisă în 20.000 de exemplare, este rotundă, are diametrul de 36,60 mm și cântărește 28,28 de grame. Pe reversul monedei este gravat asteroidul Micului Prinț, trandafirul, vulpea și alte elemente ale romanului.[18]

## Filatelie
- În 1998 serviciile poștale franceze au emis o serie de cinci mărci poștale dedicate Micului Prinț. Fiecare marcă poștală din această serie are valoarea nominală de 3 franci.
- În 2013, pentru a comemora 70 de ani de la decesul lui Antoine de Saint-Exupéry, serviciile poștale ale Republicii Federale Germania au pus în circulație un bloc de 10 mărci poștale dedicate acestui eveniment. Fiecare marcă poștală reproduce un desen al lui Antoine de Saint-Exupéry, care îl reprezintă pe Micul Prinț pe asteroidul său, și are valoarea nominală de 60 de eurocenți. O vinietă, care reproduce un alt desen și un text din carte, este înconjurată de cele zece mărci poștale ale blocului.
- La 12 aprilie 2021, serviciile poștale franceze, pentru a sărbători 75 de ani de la prima ediție a Micului Prinț, publicată în Franța, au pus în circulație o marcă poștală, cu valoarea nominală de 1,08 euro, într-un tiraj de 720.000 de exemplare.[19]

## Cântece și comedii muzicale
- 1972 : cântec de Gérard Lenorman.
- 1975 : comedie muzicală Un enfant dans les sables ("Un copil în nisip") de Les Octaves
- 1999 : cântec de Damien Saez
- 2002 : comedie muzicală de Richard Cocciante
- 2004 : spectacol muzical The little Prince de Francesca Zambello, cu Joseph McManners.

## Operă și muzică cultă
- 1964 : operă de compozitorul sovietic Lev Knipper
- 2003 : opera The Little Prince de compozitoarea americană Rachel Portman
- 2003 : opera Der Kleine Prinz de compozitorul german Nikolaus Schapfl
- 2008 : Suita de concert de Jean-Pascal Beintus pentru vioară, harpă și orchestră de cameră - DSO Berlin / Kent Nagano (première)
- 2014 : operă de compozitorul francez Michaël Levinas

## Galerie de imagini

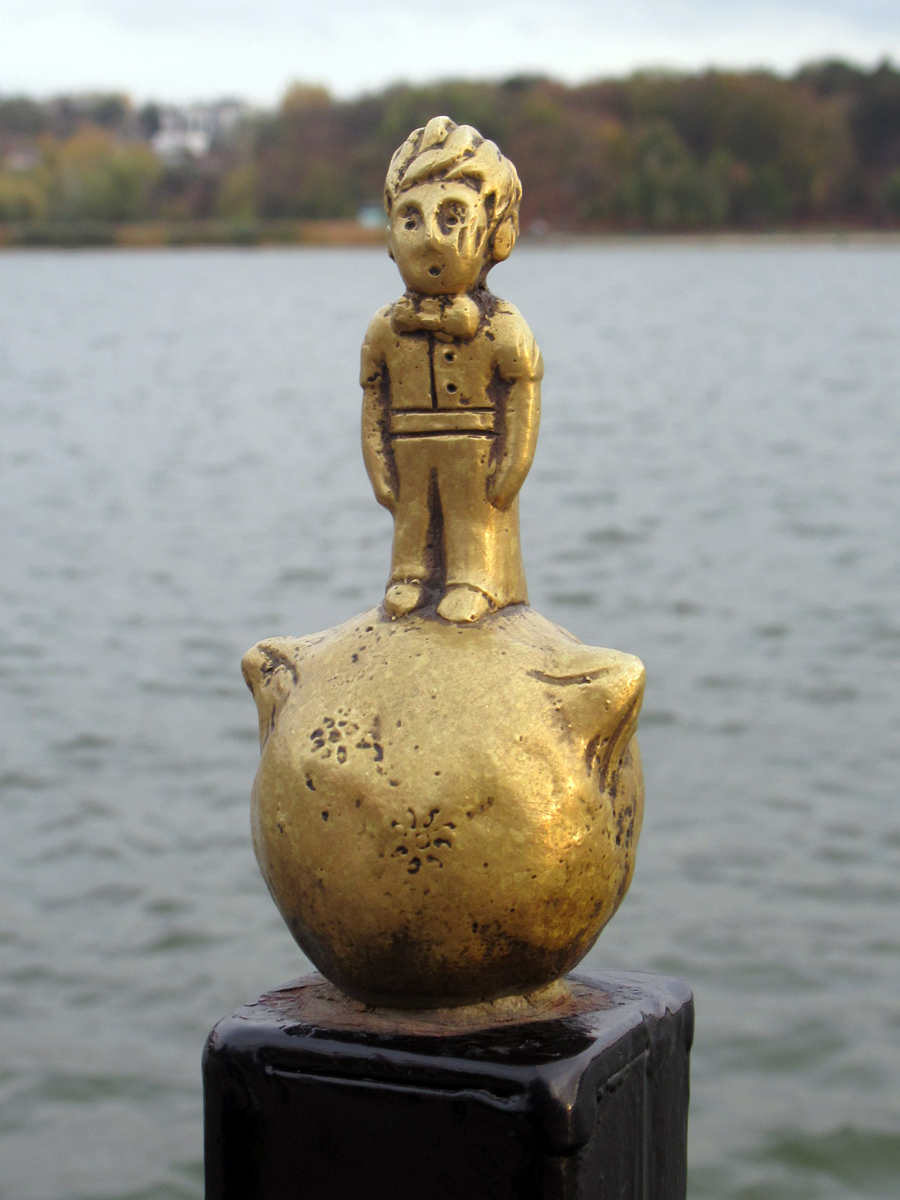
sculptura Micului Prinț din Chișinău lângă lacul Valea Morilor
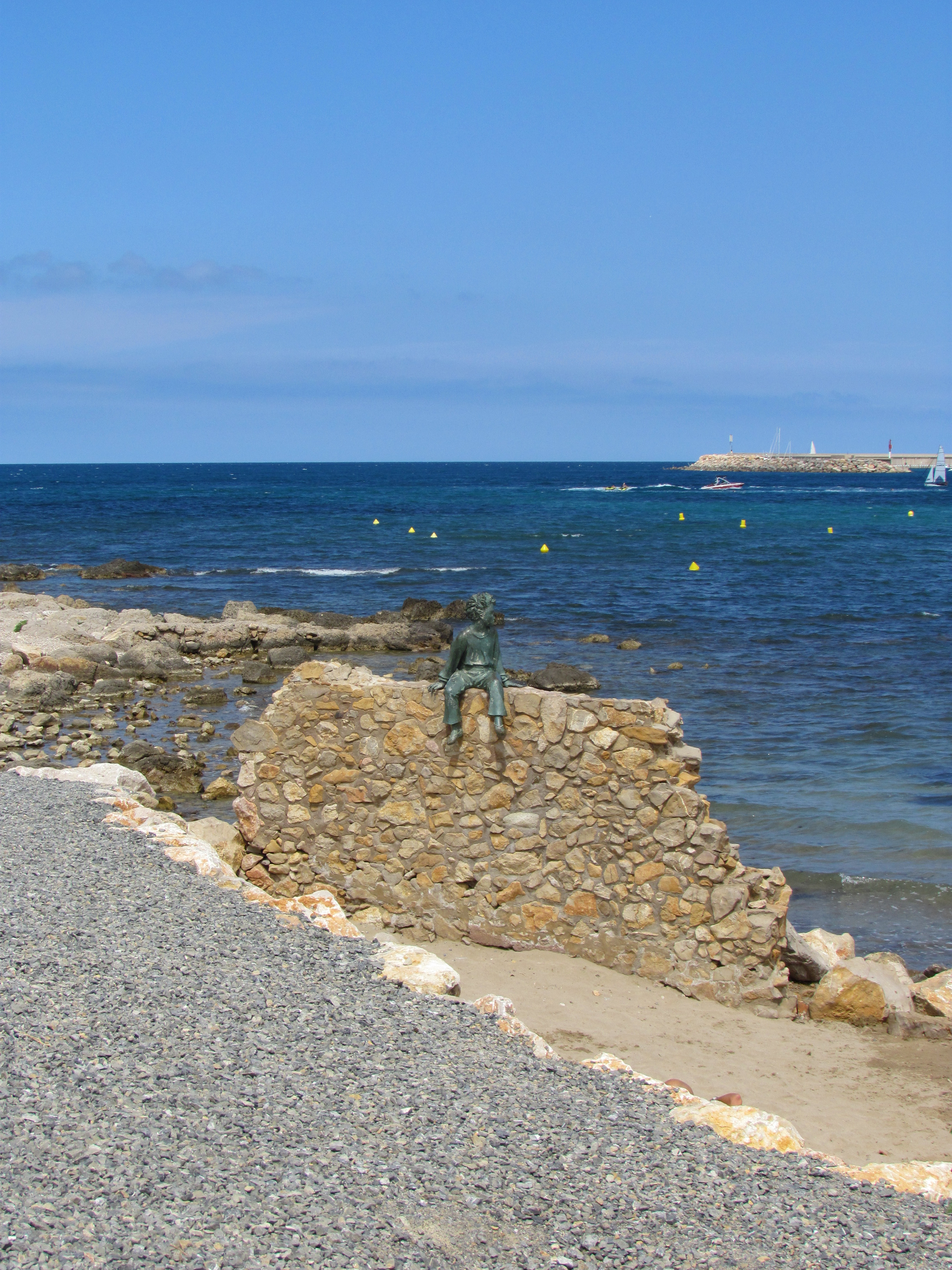
Micul Prinț pe zidul său (Provincia Girona, Catalonia, Spania)

### În limba română
- 1962: traducere de Benedict Corlaciu[20], Editura Tineretului, cu reeditări multiple, cele mai recente în 1998 la Editura Rao, ISBN 973-98761-9-6 și în 2003 la Editura Garamond ISBN 973-9218-18-0 [21])
- 1971, înregistrare audio pe disc, Electrecord (cu Vasile Gheorghiu, Ruxandra Demetrescu, Vasile Manta, Sanda Toma, Constantin Rauțchi)[22]
- 2006, înregistrare audio pe CD, Editura Rao (lectura: Florian Pittiș, textul în traducerea Ilenei Cantuniari), ISBN 978-973-103-135-4
- 2014: Antoine de Saint-Exupéry, Micul prinț, cu ilustrațiile autorului, Traducere din limba franceză de Ileana Cantuniari, Editura RAO, București, ISBN 978-606-609-708-6
- 2015: traducere de Geta Popescu, Editura Andreas Print, ISBN 978-606-8271-77-4
- 2016: traducere de Ioan Pricop, Editura Cartex, ISBN 978-606-802-372-4
- 2017: traducere de Marieva Ionescu, Editura Humanitas, ISBN 978-973-50-5650-6
- 2018: traducere de Justina Bandol, Editura Litera International, ISBN 978-606-33-2883-1

### În limba franceză
- Pierre Lassus (2014). La sagesse du Petit Prince. À la recherche de l'enfant perdu avec Saint-Exupery. Paris: Albin Michel.
- Jean-Pierre Guéno (2009). La mémoire du Petit Prince. Paris: Jacob-Duvernet.
- Alain Vircondelet (2008). La véritable histoire du Petit Prince. Paris: Flammarion. ISBN 978-2-08-120901-5.
- Alban Cerisier (2006). Il était une fois... Le Petit Prince d'Antoine de Saint-Exupéry. Paris: Folio. ISBN 978-2070336746.
- Frédéric Smith, "Le passage d'Antoine de Saint-Exupéry à Québec", Le Québec et les guerres mondiales, extrait remanié du livre La France appelle votre secours, 21 avril 2012, en ligne: http://www.lequebecetlesguerres.org/le-passage-dantoine-de-saint-exupery-a-quebec/ (consulté le 26 juin 2014).
- Galembert, Laurent de Bodin de (2000) Idée, Idéalisme et Idéologie, Dans les Oeuvres Choisies de Saint Exupéry (thèse), Université Paris IV, 29 juin 2000, p.13.

### În limba engleză
- Shattuck, Kathryn (2005). A Prince Eternal, The New York Times, 3 April 2005.
- Mun-Delsalle, Y-Jean (2011). Guardians of the Future, The Peak Magazine, March 2011, pg. 63. Archived 2 mai 2012, at the Wayback Machine.
- Miller, Jennifer. Why "The Little Prince" Is Actually A New York Classic, Fast Company website. Retrieved from FastCoCreate.com on 2 februarie 2014.
- Naina Dey (2010-01-14). "Cult of subtle satire". The Statesman. Archived from the original on 2011-06-07. Retrieved 2010-02-05.
- Maloney, Jennifer. 'The Little Prince' lands at the Morgan Library: A New Exhibit Explores the Author's Years Writing in New York, The Wall Street Journal website, 23 ianuarie 2014. Retrieved 24 ianuarie 2014.
- James, Barry. ANTOINE DE SAINT-EXUPERY: The Life and Death of the Little Prince, The New York Times, 28 octombrie 1993.
- Gopnik, Adam. The Strange Triumph of "The Little Prince", The New Yorker, 29 aprilie 2014. Retrieved 5 mai 2014.
- Sigal Samuel, "Hunting for the Little Prince", The Rumpus, 14 iunie 2014, online: http://therumpus.net/2014/06/hunting-for-the-little-prince/